# Дајен Керол
Дајен Керол (енгл. Diahann Carroll; 17. јул 1935 — 4. октобар 2019) била је америчка глумица. Завршила је Музичку школу заједно са Билијем де Вилијамсом, са којим је касније глумила у серији Династија.

## Каријера
Дајен се први пут појавила на филму 1954. године. Тумачила је споредну улогу у филму Кармен Џонс. После тога глумила је у многим мјузиклима на Бродвеју. Године 1962. добила је награду Тони која се додељује за достигнуће у раду америчког театра. Она је била прва црнкиња која је добила ту награду.
Најзапаженију улогу имала је у тв серији Џулија, у којој је глумила главну, насловну улогу жене, самохране мајке којој је муж погинуо у Вијетнаму. За ту улогу је и добила награду Златни глобус за најбољу глумицу у тв серији.
У лето 1984. године придружила се екипи серије Династија, где је тумачила лик Доминик Деверо, полусестру Блејка Карингтона. Њена веома примећена улога поново ју је спојила са глумцем Били де Вилијамсом, са којим је заједно похађала Средњу школу за музику и уметност. У серији Династија остала је до 1987. године.
Појавила се и у неколико епизода ситкома Другачији свет, спин-офу серије Козби шоу. Након тога вратила се у позориште, а имала је и мање запажене филмске улоге.
2006. године појавила се као гост у другој сезони серије Увод у анатомију у виду лика Џејн Берк, захтевне мајке једног од главник ликова, др Престона Берка.
Године 2007. глумила је у Канадској музичкој верзији филма Булевар сумрака.

## Приватни живот
Дајен Керол се удавала четири пута. У првом браку родила је ћерку Сузан Кеј. Године 1973. изненадила је јавност када се удала за Фреда Глусмана, власника ланца бутика из Лас Вегаса, иако је била верена за телевизијског водитеља и продуцента Дејвида Фроста. Неколико недеља касније развела се од Глусмана јер ју је он физички злостављао. Године 1975. удала се за Роберта де Леона, уредника часописа Џет, који је после две године настрадао у саобраћајној несрећи. Четврти и последњи брак био је са певачем Виком Дамоном. Њихов буран брак завршио се 1996. године када су се судски развели, иако га је Дајен напустила пет година раније.
Боловала је од рака дојке, чак је дала интервју за телевизију у својој болничкој соби да би скренула пажњу женама на овај злоћудни тумор.